# Pugili fragili (singolo)
Pugili fragili è un singolo estratto dall'album omonimo, del cantante italiano Piero Pelù, pubblicato il 21 agosto 2020.

## Descrizione
Il brano musicale è stato scritto in occasione del matrimonio del cantante.

## Video musicale
Sotto la regia di Pelù e di Mauro Russo è stato girato anche un videoclip del brano musicale, ambientato in una palestra di Lecce.

## Tracce
1. Pugili fragili – 3:20

## Formazione
- Piero Pelù: voce, cori e percussioni
- Luca Chiaravalli: chitarre, tastiere, percussioni e programmazioni
- Biagio Sturiale: chitarre elettriche
- Giacomo Epifani: chitarre acustiche, cori
- Dado Neri: basso
- Luca Martelli: batteria
- Eleonora Montagnana: violino elettrico
- Gianna Fratta: tastiere